# Rashod Taylor
Pour les articles homonymes, voir Taylor.
Rashod Taylor (né en 1985 à Bloomington, dans l’Illinois) est un photographe américain, dont le travail aborde les thèmes de la famille, de la culture, de l'héritage et de l'expérience des Noirs aux États-Unis.

## Biographie
Né et élevé à Bloomington, dans l'Illinois, Rashod Taylor étudie à l'Université d'État de Murray (Murray State University) à Murray dans le Kentucky, où il obtient en 2007 un baccalauréat en arts avec une spécialisation en photographie d'art.
Rashod Taylor travaille régulièrement pour des magazines, et notamment pour le National Geographic, The Atlantic, Essence Magazine ou encore Buzzfeed News. Il expose et publie son travail à travers les États-Unis et à l'étranger. En 2021, il participe à l'exposition de groupe « Reflecting Voices », avec Alanna Airitam et Narkita Gold, au Colorado Photographic Arts Center (en), à Denver, dans le Colorado.
Il s'intéresse aux techniques photographiques anciennes, notamment le ferrotype, technique mise au point en 1852 par Adolphe-Alexandre Martin. Son travail sur le ferrotype a été inclus en 2019 dans l'exposition Mobile photography Exhibition, conçue par le Midwest Chapter of Society for Photographic Education Conference, à Madison, dans le  Wisconsin.
Rashod Taylor travaille actuellement sur une série intitulée  « Little Black Boy », commencée en 2015, lorsque son fils est né, dans laquelle il documente la vie de son fils depuis sa naissance et à travers celle-ci il apporte un témoignage sur l'expérience et la paternité des Noirs dans la société américaine contemporaine. « J'ai commencé à le photographier le jour de sa naissance. Au fil du temps, en regardant les images que je faisais, j'ai remarqué qu'elles allaient plus loin que les simples instantanés d'un papa standard » fait-il remarquer à propos de cette série. Il ajoute que « ces images vous en disent plus que mon histoire de famille ; elles sont une fenêtre sur l'expérience noire américaine. ». Cette série est récompensée en 2021 par le Prix Arnold-Newman pour les nouvelles orientations du portrait photographique,.
Il est par ailleurs finaliste du Critical Mass Top 50 en 2020, lauréat du prix Critics Choice Award de Lens Culture et d'un Feature Shooting Emerging en 2021.

## Expositions

### Expositions personnelles
- 2017 : Tintype Portraits, Normal Public Library, Normal, Illinois

### Expositions collectives
- 2019 : Mobile photography Exhibition, Midwest Chapter of Society for Photographic Education Conference, Madison, Wisconsin
- 2020 : Black Artist Invitational Online, Cornel/Henry Art Photography Gallery, San Diego, Californie
- 2021 : Reflecting Voices,  avec Alanna Airitam et Narkita Gold, du 19 février au 17 avril 2021, Colorado Photographic Arts Center (en), Denver, Colorado

## Collections
- Musée des Beaux-Arts de Houston[5]

## Récompenses et distinctions
- 2020 : Finaliste du Critical Mass Top 50
- 2021 : Prix Arnold-Newman pour les nouvelles orientations du portrait photographique
- 2021 : Prix Critics Choice Award de Lens Culture
- 2021 : Feature Shooting Emerging